# Mycerinus subcostatus
Mycerinus subcostatus är en skalbaggsart som först beskrevs av Hermann Julius Kolbe 1894.  Mycerinus subcostatus ingår i släktet Mycerinus och familjen långhorningar.
Artens utbredningsområde är:
- Kenya.
- Senegal.

Inga underarter finns listade i Catalogue of Life.